# 周洁茹

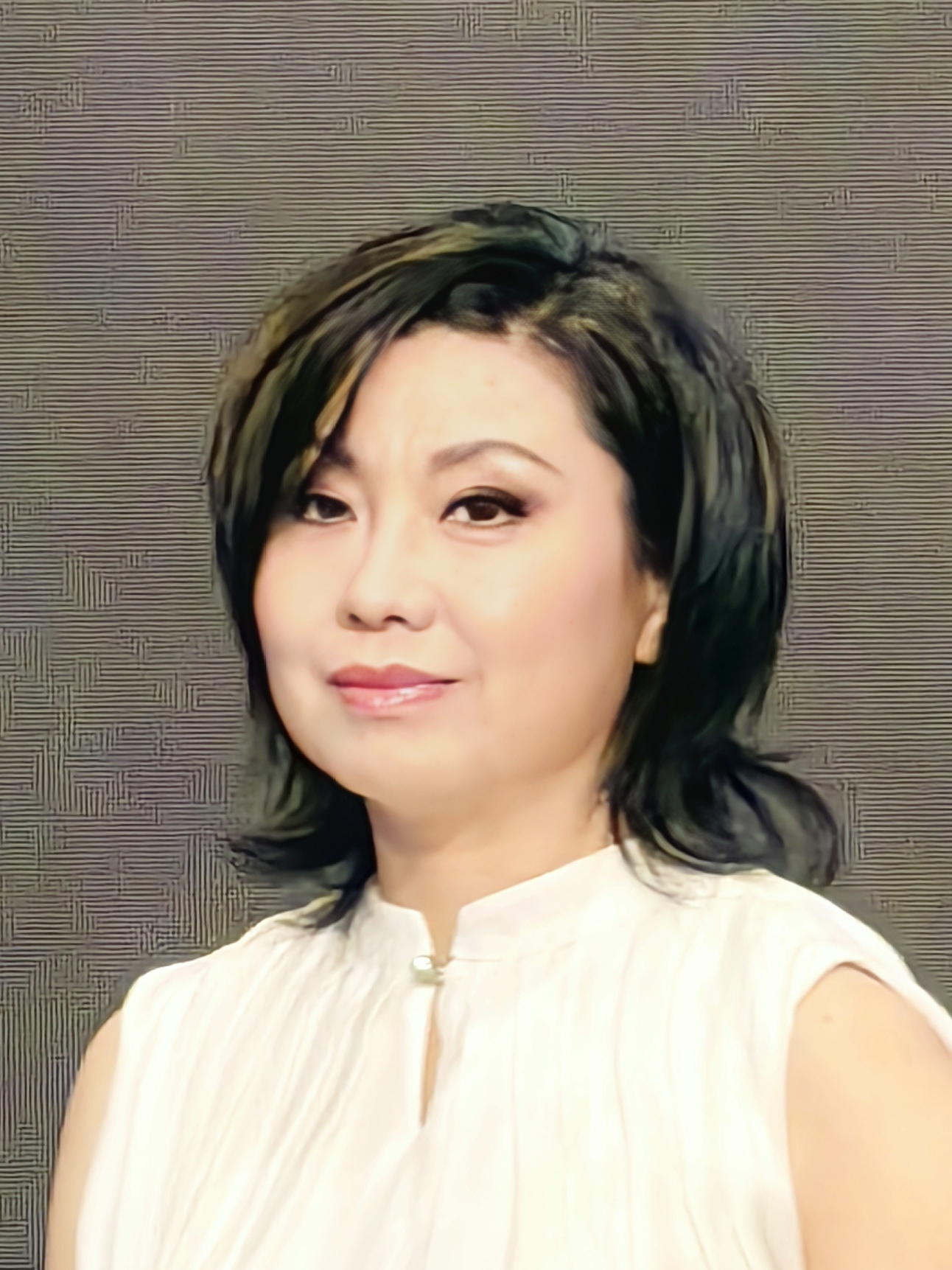
周洁茹在香港书展

周洁茹（1976年—），作家、編輯，出生於江苏常州。

## 简历
- 1976年，出生于江苏省常州市。
- 1999年，常州市文学艺术家联合会专业作家。
- 2000年，加入中国作家协会。居住美国。
- 2009年，居住中国香港。
- 2018年，《香港文學》总编辑。
- 2022年，居住洛杉矶。
- 2023年，浙江传媒学院文学院驻校作家。

## 年表
| 1999年 | 我们干点什么吧                 | （小說集，珠海出版社）           |
| 2000年 | 长袖善舞 : 周洁茹小说自选集    | （小說集，华文出版社）           |
| 2000年 | 我知道是你                     | （小說集，天津人民出版社）       |
| 2000年 | 你疼吗                         | （小說集，长江文艺出版社）       |
| 2000年 | 天使有了欲望                   | （散文集，昆仑出版社）           |
| 2000年 | 小妖的网                       | （长篇小说，春风文艺出版社）     |
| 2000年 | 小妖的网                       | （长篇小说，台湾生智）           |
| 2001年 | 抒情时代                       | （小說集，花山文艺出版社）       |
| 2002年 | 梅兰梅兰我爱你                 | （小說集，花山文艺出版社）       |
| 2002年 | 小妖的网                       | （长篇小说，花山文艺出版社）     |
| 2002年 | 中国娃娃                       | （长篇小说，辽宁敎育出版社）     |
| 2015年 | 请把我留在这时光里             | （散文集，花山文艺出版社）       |
| 2016年 | 我当我是去流浪                 | （散文集，山东画报出版社）       |
| 2016年 | 岛上蔷薇                       | （长篇小说，江苏凤凰文艺出版社） |
| 2017年 | 一个人的朋友圈，全世界的动物园 | （散文集，江苏凤凰文艺出版社）   |
| 2017年 | 到香港去                       | （小說集，太白文艺出版社）       |
| 2017年 | 香港公园                       | （小說集，香港练习文化实验室）   |
| 2018年 | 家安的棒棒糖                   | （散文集，香港初文出版社）       |
| 2018年 | 罗拉的自行车                   | （小說集，北京时代华文书局）     |
| 2018年 | 吕贝卡与葛蕾丝                 | （小說集，深圳海天出版社）       |
| 2018年 | 中国娃娃                       | （长篇小说，广东人民出版社）     |
| 2019年 | 在香港                         | （散文集，广东高等教育出版社）   |
| 2020年 | 九龙公园                       | （小說集，香港初文出版社）       |
| 2020年 | 我在圣弗朗西斯科做什么         | （散文集，香港文学出版社）       |
| 2020年 | 小故事                         | （小說集，北京十月文艺出版社）   |
| 2022年 | 美丽阁                         | （小說集，北京十月文艺出版社）   |
| 2022年 | 大围有个火锅店                 | （散文集，百花文艺出版社）       |
| 2024年 | 成为作家                       | （散文集，百花文艺出版社）       |
| 2024年 | 都会公园                       | （小說集，香港初文出版社）       |
| 主编   |                                |                                  |
| 2018年 | 期颐的风采——怀念刘以鬯先生     | （香港文学出版社）               |